# Mệt mỏi vì đại dịch

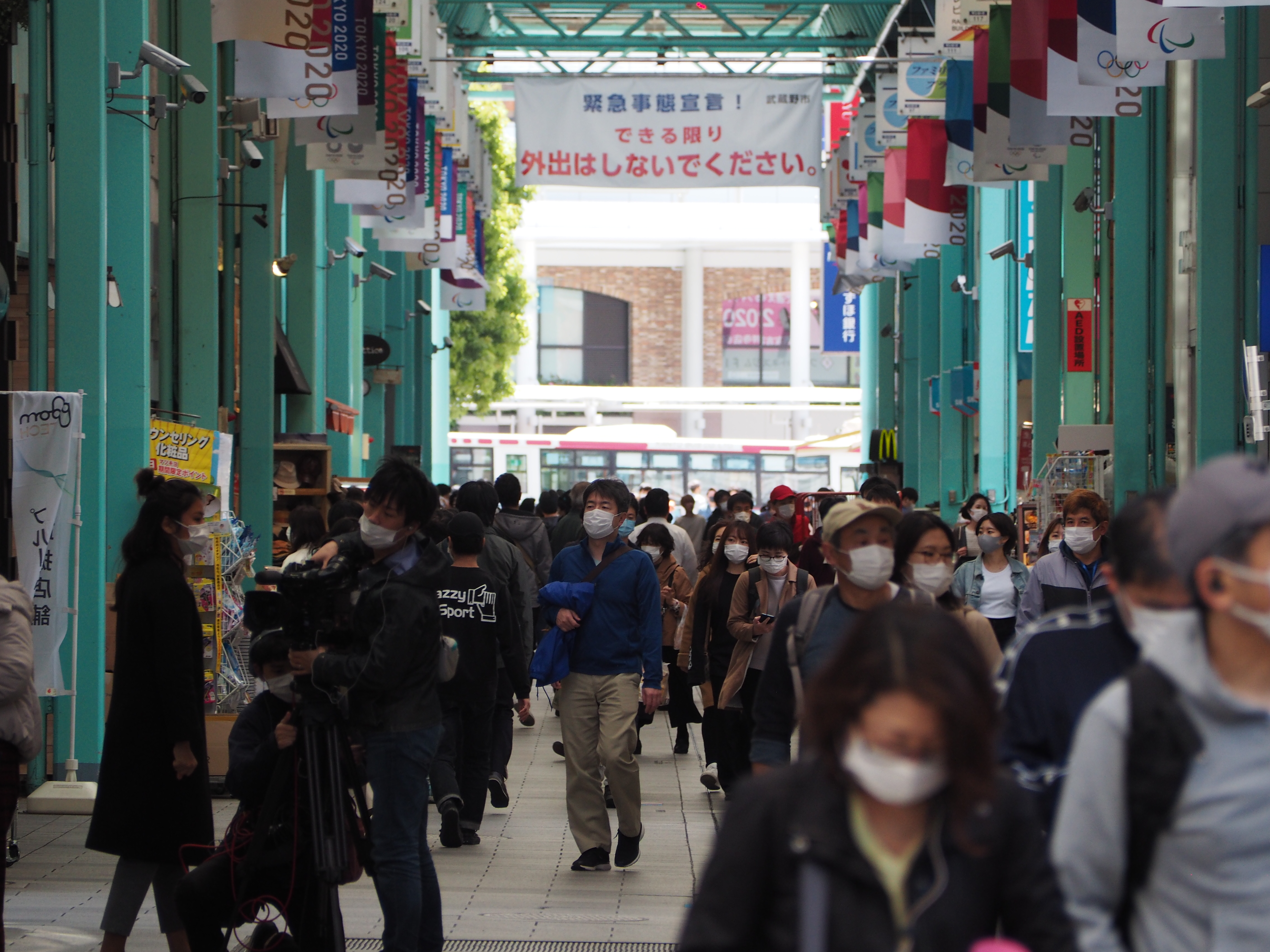
Những đám đông không tuân thủ lời khuyên của các quan chức y tế có thể được thấy trong thời kỳ người dân mệt mỏi vì đại dịch. Trong hình, nhiều người tại Tokyo đã đi mua sắm bất chấp khuyến cáo ở nhà trong đại dịch COVID-19.

Mệt mỏi vì đại dịch là tình trạng mệt mỏi trước các biện pháp hạn chế và phòng ngừa đại dịch, thường là do các hạn chế được áp dụng trong thời gian dài và thiếu các hoạt động để tham gia trong thời gian dịch bệnh, dẫn đến chán nản, u sầu, tê liệt cảm xúc và các vấn đề khác, từ đó có thể khiến mọi người không quan tâm tới các biện pháp phòng ngừa và rủi ro nhiễm bệnh. Tình trạng mệt mỏi vì đại dịch có thể là nguyên nhân của việc tăng số ca nhiễm bệnh.

## Nguyên nhân

### Chuẩn mực xã hội
Các chuẩn mực xã hội có thể có những ảnh hưởng tới tình trạng mệt mỏi vì đại dịch.

### Mất niềm tin chính trị
Sự mất lòng tin chính trị của người dân cũng ảnh hưởng tới tâm lý mệt mỏi trong đại dịch. "Sự mệt mỏi trong khủng hoảng" là tình trạng công chủng đã miễn nhiễm trước những cảnh báo của các chính trị gia và mất sự tin tưởng vào những tuyên bố của họ. Thế giới đã phải chứng kiến nhiều cuộc khủng hoảng y tế trong hai thập niên trở lại đây, trong đó có dịch SARS vào năm 2003, cúm gia cầm vào năm 2005, cúm lợn vào năm 2009, MERS vào năm 2012, Ebola vào năm 2014 và hiện tại là COVID-19 vào các năm 2020-2021. Do đó, một số người cảm thấy khó có thể tin tưởng vào các quan chức và những khuyến cáo của họ về cách điều trị và kiểm soát COVID-19.

## Phản ứng
Nhà dịch tễ học Julia Marcus đã viết rằng việc tạm dừng vô thời hạn tất cả các tiếp xúc xã hội không phải là cách khống chế đại dịch mang tính bền vững. Rút kinh nghiệm trong phòng ngừa HIV/AIDS, bà đề xuất áp dụng nguyên lý giảm thiểu tác hại thay vì dùng một "cách tiếp cận mang tính tuyệt đối" trong kiểm soát đại dịch COVID-19.

### Phong tỏa
Với việc nhiều nước đang chứng kiến số ca nhiễm các biến chủng của SARS-CoV-2 gia tăng, nhiều lệnh phong tỏa tiếp tục được áp đặt. Một số nước như Anh Quốc đã quay trở lại áp dụng các lệnh phong tỏa, khiến nhiều người dân luôn trong trạng thái mệt mỏi và kiệt sức. Các nghiên cứu cho thấy nhiều người đang càng ngày càng khó giữ thái độ tích cực: 60% người dân Anh cho biết mình khó giữ cảm xúc tích cực hàng ngày hơn so với trước khi xảy ra đại dịch – tương đương với mức tăng 8%.

### Biện pháp đối phó
Một trong những cách thức chính để đối phó với sự mệt mỏi mùa dịch là giới hạn thời gian sử dụng các thiết bị điện tử. Justin Ross, một nhà tâm lý học nghiên cứu về tác động của tình trạng mệt mỏi vì đại dịch, nói rằng "Hành động doomscrolling, hay theo dõi quá mức tới các tin tức tiêu cực trên truyền hình hoặc mạng xã hội, làm tăng cảm giác sợ hãi, không chắc chắn, lo âu và mệt mỏi." Một phương pháp khác được cho là rất hữu dụng trong nghiên cứu của Ross đó là luôn luôn hoạt động: "Nếu bạn đã ưu tiên cho việc hoạt động thể chất thì bạn sẽ tự tìm cách để điều đó xảy ra. Hãy ưu tiên thời gian cho việc tập luyện và thiền bằng cách đưa chúng vào thời gian biểu của bạn và bảo vệ khoảng thời gian đó, điều đó sẽ tạo ra sự khác biệt lớn cho sức khỏe tâm thần của bạn". Các biện pháp khác bao gồm thiền và dành thời gian phản chiếu bản thân.

## Đại dịch COVID-19
Mệt mỏi vì COVID là tình trạng chán nản trước các biện pháp phòng ngừa và nguy cơ từ COVID-19. Nỗi lo sợ trước nguy cơ ảnh hưởng tiêu cực về mặt kinh tế và lây nhiễm bệnh là yếu tố chính trong cảm giác mệt mỏi của mọi người trong đại dịch. Cảm giác mệt mỏi do COVID đã khiến nhiều người không tuân thủ các biện pháp phòng chống, làm tăng rủi ro nhiễm virus. Nhiều người cảm thấy mệt mỏi trước các lệnh phong tỏa, khiến cuộc sống thường ngày của họ bị đảo lộn. Lượng sử dụng rượu bia và thuốc gia tăng cũng góp phần vào cảm giác mệt mỏi này.
Khi các lệnh phong tỏa được dỡ bỏ ở nhiều nơi trên thế giới, một số người bắt đầu phớt lờ các lệnh yêu cầu ở yên trong nhà. Nhiều người đi tới các quán bar và nhà hàng và khiến dịch bệnh lây lan nhanh hơn.

## Mệt mỏi vì Zoom
Mệt mỏi vì Zoom được mô tả là sự mệt mỏi hoặc lo âu do sử dụng quá nhiều các nền tảng họp trực tuyến. Các bằng chứng cho thấy việc gọi điện qua Zoom làm giới hạn số lượng các tín hiệu giao tiếp phi ngôn ngữ mà não thu được so với việc giao tiếp mặt đối mặt. Thiếu đi những tín hiệu này khiến não tiêu tốn nhiều năng lượng hơn, khiến chúng ta khó chịu và kiệt sức hơn sau khi thực hiện xong cuộc gọi. Một vấn đề khác phát sinh từ Zoom đó là cảm giác khi phải nhìn vào màn hình với những khuôn mặt chỉ cách chúng ta vài chục centimet. Điều đó khiến não có cảm giác hiện diện mối nguy và luôn ở tình trạng cảnh giác cao, mặc dù cơ thể ta biết rằng mình đang ở một nơi an toàn. Việc xử lý cảm giác mệt mỏi vì Zoom khá dễ dàng. Những công nghệ giúp chúng ta kết nối với bạn bè và người thân, đồng thời hỗ trợ truyền các tín hiệu giao tiếp phi ngôn ngữ (ví dụ như VR) có thể giúp ích. VR cho phép các "avatar" tương tác với nhau và tạo cho người dùng cảm giác đang thật sự ở trong đó, trong khi vẫn tuân thủ khoảng cách an toàn.